# Umberto Orsini
Pour les articles homonymes, voir Orsini.
Umberto Orsini est un acteur italien, né le 2 avril 1934 à Novare.

## Filmographie
- 1957 : Marisa la civetta de Mauro Bolognini : un marin
- 1959 : Giallo Club : Invito al poliziesco : épisode Qualcuno al telefono de Stefano de Stefani : Ronald
- 1960 : Giallo Club : Invito al poliziesco : épisode Arsenico per due de Guglielmo Morandi : Robert
- 1960 : La Dolce vita de Federico Fellini : l'homme aux lunettes de soleil qui aide Nadia à faire son strip-tease
- 1960 : La Pisana de Giacomo Vaccari (mini série TV)
- 1960 : La Casa sull'acqua de Guglielmo Morandi (téléfilm) : Luca
- 1960 : L'Inassouvie (Un amore a Roma) de Dino Risi : Peppino Barlacchi
- 1960 : Chiamate 22-22 tenente Sheridan de Giorgio Bianchi : Tommy
- 1961 : Io bacio... tu baci de Piero Vivarelli : Paolo
- 1961 : La Planète des hommes perdus (Il Pianeta degli uomini spenti) d'Antonio Margheriti : Dr Fred Steele
- 1961 : Chasse à la drogue (Caccia all'uomo) de Riccardo Freda : Giovanni Maimonti
- 1962 : Le Jour le plus court (Il giorno più corto) de Sergio Corbucci : soldat combattant
- 1962 : Il mare de Giuseppe Patroni Griffi
- 1962 : Noche de verano de Jorge Grau : Miguel
- 1963 : Il Mito : Roberto
- 1963 : Lo Zoo di vetro de Vittorio Cottafavi (téléfilm) : Tom Wingfield
- 1963 : Les Bonnes Causes de Christian-Jaque : Philliet
- 1963 : Strip-tease de Jacques Poitrenaud : Pierre, le metteur en scène
- 1963 : Gli spettri de Vittorio Cottafavi (téléfilm) : Osvald Alving
- 1964 : Biblioteca di Studio Uno : La Storia di Rossella O'Hara d'Antonello Falqui (mini série TV) : Brent Tarleton
- 1964 : I grandi camaleonti d'Edmo Fenoglio (mini série TV) : Tallien
- 1964 : Vita di Michelangelo, épisode 3 de Silverio Blasi (série TV) : Tommaso de Cavalieri
- 1965 : Coriolano de Claudio Fino (téléfilm)
- 1965 : La figlia del capitano de Leonardo Cortese (mini série TV) : Pëtr Andreic Grinëv
- 1965 : La VIolenza e l'amore d'Adimaro Sala : Roberto
- 1965 : Il Re de Silverio Blasi (téléfilm)
- 1965 : Addio giovinezza de Silverio Blasi (téléfilm)
- 1966 : Ta skalopatia de Leonard Hirschfield : Roberto
- 1966 : Mademoiselle de Tony Richardson : Antonio
- 1966 : Playgirl de Will Tremper : Timo
- 1967 : Le Marin de Gibraltar (The Sailor from Gibraltar) de Tony Richardson : le vendeur de cartes postales
- 1967 : La Fille et le Général (La ragazza e il generale) de Pasquale Festa Campanile : Pvt. Tarasconi
- 1968 : Candy de Christian Marquand : le grand gars
- 1969 : Les Allumeuses (Interrabang) de Giuliano Blagetti : Fabrizio
- 1969 : Les Damnés (La caduta degli dei) de Luchino Visconti : Herbert Thallman
- 1969 : Les Frères Karamazov (I fratelli Karamazov) de Sandro Bolchi (mini série TV) : Ivan Karamazov
- 1970 : La Cité de la violence (Città violenta) de Sergio Sollima : Steve
- 1970 : Incontro d'amore de Paolo Heusch, Usmar Ismail, Ugo Liberatore : Carlo
- 1970 : Ein großer graublauer Vogel de Thomas Schamoni (de) : Morelli
- 1971 : Scandale à Rome (Roma bene) de Carlo Lizzani : Prince Rubio Marescalli
- 1971 : Trastevere de Fausto Tozzi : L'attore
- 1971 : Maddalena de Jerzy Kawalerowicz
- 1971 : Tre quarti di luna de Sandro Bolchi (téléfilm)
- 1972 : I figli chiedono perché de Nino Zanchin : le père de Michele
- 1972 : Abus de pouvoir (Abuso di potere) de Camillo Bazzoni : Enrico Gagliardi
- 1972 : César et Rosalie de Claude Sautet : Antoine
- 1972 : Un homme est mort de Jacques Deray : Alex
- 1972 : Ludwig ou le Crépuscule des dieux (Ludwig) de Luchino Visconti : Comte Von Holnstein
- 1973 : La Tosca de Luigi Magni : Cesare Angelotti
- 1973 : Il delitto Matteotti de Florestano Vancini : Amerigo Dumini
- 1973 : Big Guns (Tony Arzenta), de Duccio Tessari : Snello
- 1973 : Une histoire du XVIIe siècle (Storia di una monaca di clausura) de Domenico Paolella : Diego
- 1974 : L'Homme sans mémoire (L'Uomo senza memoria) de Duccio Tessari : Daniele
- 1974 : L'Antéchrist (L'Anticristo) d'Alberto De Martino : Dr Marcello Sinibaldi
- 1974 : Verdict d'André Cayatte : le docteur du milieu
- 1974 : Vincent, François, Paul... et les autres de Claude Sautet : Jacques
- 1975 : Le Juge et la Mafia (Corruzione al palazzo di giustizia) de Marcello Aliprandi : Erzi
- 1975 : Emmanuelle l'antivierge (Emmanuelle 2) de Francis Giacobetti : Jean
- 1976 : Perdutamente tuo... mi firmo Macaluso Carmelo fu Giuseppe de Vittorio Sindoni : l'avocat Vito Buscemi
- 1976 : Une femme à sa fenêtre de Pierre Granier-Deferre : Rico (Santorini)
- 1977 : L'avvocato della mala d'Alberto Marras : l'ingénieur Farnese
- 1977 : Une fille cousue de fil blanc de Michel Lang : Frédéric
- 1977 : Treize femmes pour Casanova (Casanova & Co.) de Franz Antel : Comte Tiretta
- 1977 : Au-delà du bien et du mal (Al di là del bene e del male) de Liliana Cavani : Bernard Foester
- 1977 : Processo a Maria Tarnowska de Giuseppe Fina (mini série TV) : Demiat Prilukoff
- 1977 : Goodbye, Emmanuelle de François Leterrier : Jean
- 1978 : Le Crépuscule des faux dieux (Das Fünfte Gebot) de Duccio Tessari : Sturmführer Hannacker / Père Redder
- 1978 : La Petite fille en velours bleu d'Alan Bridges : Fabrizzio Conti
- 1978 : L'Argent des autres de Christian de Chalonge : Blue
- 1978 : Cinéma 16, épisode Thomas Guérin, retraité de Patrick Jamain (série TV) : le clown
- 1979 : Racconti di fantascienza, épisode O.B.N. in arrivo d'Alessandro Blasetti (série TV) : Général Guarnerius
- 1979 : I racconti fantastici di Edgar Allan Poe, épisode Ligeia forever de Daniele d'Anza (mini série TV) : Robert Usher
- 1979 : Orient-Express de Marcel Moussy, épisode Jane (mini série TV) : Gaetano
- 1979 : Amo non amo d'Armenia Balducci
- 1980 : Bionda fragola de Mino Bellei
- 1982 : Colomba de Giacomo Battiato (téléfilm) : le colonel Neville
- 1984 : Notti e nebbie de Marco Tullio Giordana (téléfilm) : Bruno Spada
- 1994 : Elles n'oublient jamais de Christopher Frank : Vienne
- 1995 : Pasolini, mort d'un poète (Pasolini, un delitto italiano) de Marco Tullio Giordana : l'autre magistrat
- 1997 : Il viaggio della sposa de Sergio Rubini : Don Diego
- 1997 : Cinque giorni di tempesta de Francesco Calogero
- 1997 : Solomon de Roger Young (mini série TV) : Nathan
- 1998 : L'Ospite d'Alessandro Colizzi : Antonio
- 1999 : Esther de Raffaele Mertes (téléfilm) : Memucan
- 2000 : Lourdes de Lodovico Gasparini (téléfilm) : Père Laurent
- 2000 : San Paolo de Roger Young (mini série TV) : un tribun
- 2000 : Il partigiano Johnny de Guido Chiesa : Pinin
- 2004 : L'Amore ritorna de Sergio Rubini
- 2008 : Il mattino ha l'oro in bocca de Francesco Patierno : Oncle Lino
- 2008 : Al confini della fandonia : l'uomo che flagello l'intelletto de Dagoberto Brasile : le narrateur
- 2013 : Benvenuti a tavola de Lucio Pellegrini (mini série TV) : Leone
- 2017 : Agadah d'Alberto Rondalli : Belial
- 2022 : Marcel ! de Jasmine Trinca : le grand-père